# Cyclosa onoi
Cyclosa onoi là một loài nhện trong họ Araneidae.
Loài này thuộc chi Cyclosa. Cyclosa onoi được miêu tả năm 1992 bởi Tanikawa.